# Marit Sauramo

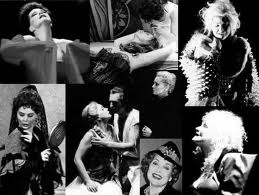
Marit Sauramo, vor 2013

Marit Sauramo (* 12. März 1954 in Helsinki) ist eine finnische Opern- und Konzertsängerin (Sopran).

## Leben
Sauramos Mutter stammt aus Schweden. Ihr Vater war finnisch-norwegischer Herkunft. Marit Sauramo studierte an der Akademie für Musik und darstellende Kunst in Wien bei Kammersängerin Hilde Rössel-Majdan, an der Hochschule für Musik in Hamburg bei Naan Pöld sowie privat bei der Opernsängerin Ingrid Bjoner in Oslo.
Sie debütierte 1979 an der Finnischen Nationaloper als Elisabeth in Tannhäuser. Sauramo sang zu Beginn ihrer Karriere schwerpunktmäßig das lyrisch-dramatische und das dramatische Sopranfach; im späteren Verlauf ihrer Karriere nahm sie auch Fachpartien für Mezzosopran und Alt in ihr Repertoire auf. Sie sang Rollen wie Leonore in Fidelio, die Titelrolle in Ariadne auf Naxos, Marschallin in Der Rosenkavalier, Senta in Der fliegende Holländer, Kundry in Parsifal, Elisabeth/Venus in Tannhäuser. Später, nach vollzogenem Fachwechsel, wurden Rollen wie Erda in Das Rheingold und Siegfried, Fricka in Der Ring des Nibelungen, 1. Norne in Götterdämmerung und 3. Dame in Die Zauberflöte zu ihren Bühnenrollen.
Marit Sauramo sang am Königlichen Opernhaus Kopenhagen (1991–1993 als Musetta in La Bohème), am Opernhaus von Dublin (1995 als Zerlina in Don Giovanni; 2009 als Erda in Das Rheingold), an De Nederlandse Opera in Amsterdam, am Grand Théâtre de Genève (u. a. 1990 als 4. Magd in Elektra und in der Spielzeit 1992/93 als Gertrude in Louise), am Opernhaus von Nantes (als Frau des Schmiedes in der Oper Kullervo von Aulis Sallinen), in Oviedo, in Wien und am Bolschoi-Theater in Moskau (als Kaufmannsfrau in Der Reitersmann von Aulis Sallinen). 
In Deutschland trat sie an der Deutschen Oper Berlin, an der Bayerischen Staatsoper, an der Staatsoper Hannover, am Opernhaus Dortmund (u. a. als Freia in Das Rheingold in der Spielzeit 1989/90), an der Deutschen Oper am Rhein und an der Oper Köln auf. In der Spielzeit 1983/84 sang sie an der Deutschen Oper am Rhein in Düsseldorf die Marie in Die verkaufte Braut.
Mehrfach sang sie am Theater Hagen. In der Spielzeit 1984/85 war sie dort als Giulietta in Hoffmanns Erzählungen zu hören. In der Spielzeit 1985/86 sang sie dort die Ariadne in Ariadne auf Naxos (u. a. mit Werner Götz als Bacchus) und die Elsa in Lohengrin. und In der Spielzeit 1986/87 war sie am Theater Hagen als Marschallin und als Elsa in der Wiederaufnahme der Lohengrin-Inszenierung zu hören. Im Januar 1988 gastierte sie als „gefühlvolle“ Lisa in der Lehár-Operette Das Land des Lächelns am Theater des Westens in Berlin. Im Juli 1989 trat sie an der Berliner Staatsoper als Agathe in Der Freischütz auf. In der Spielzeit 1989/90 übernahm sie am Stadttheater Bremerhaven die Rolle der Aldonza in dem Musical Der Mann von La Mancha. In der Spielzeit 1992/93 sang sie am Stadttheater St. Gallen die Lisa in einer Neuinszenierung von Pique Dame.
Sie gastierte ab 1989 außerdem mehrfach bei den Festspielen von Savonlinna (unter anderem als Marenka in Die verkaufte Braut, als Leonore in Fidelio, als Venus in Tannhäuser, 1992/1993 als 2. Dame in Die Zauberflöte, sowie 2008–2012 als Mary in Der Fliegende Holländer), bei den Eutiner Festspielen (1988 als Agathe in Der Freischütz), den Bayreuther Festspielen und beim Wexford Festival (1991 als Katharina in Der Widerspenstigen Zähmung; als Mariana in Das Liebesverbot).
Sie arbeitete mit Dirigenten wie Gerd Albrecht, Alberto Erede, Georg Fischer, Hans Graf, Michael Halász, Will Humburg, Marek Janowski, Armin Jordan, Siegfried Köhler, Jiri Kout, Sir John Pritchard, Nello Santi, Peter Schneider, Leif Segerstam, Stefan Soltesz, Horst Stein, Otmar Suitner, Jeffrey Tate, Neil Varon, Hiroshi Wakasugi und Hans Wallat.
1997 wurde Marit Sauramo durch einen Unfall gelähmt und konnte deswegen nicht mehr singen. Erst 2006 trat sie wieder auf. 2014 beendete sie ihre Bühnenkarriere endgültig.
Neben der Bühnenkarriere unterrichtete sie sowohl privat, als auch bei Meisterkursen Gesang und Partienstudium. Marit Sauramo war als Gesangspädagogin des SMPV (CH) und der European Voice Teachers Association Schweiz (EVTA) tätig. Von 2010 bis 2012 war sie Künstlerische Leiterin der GomsOpera im Wallis (CH).